# Artist Point

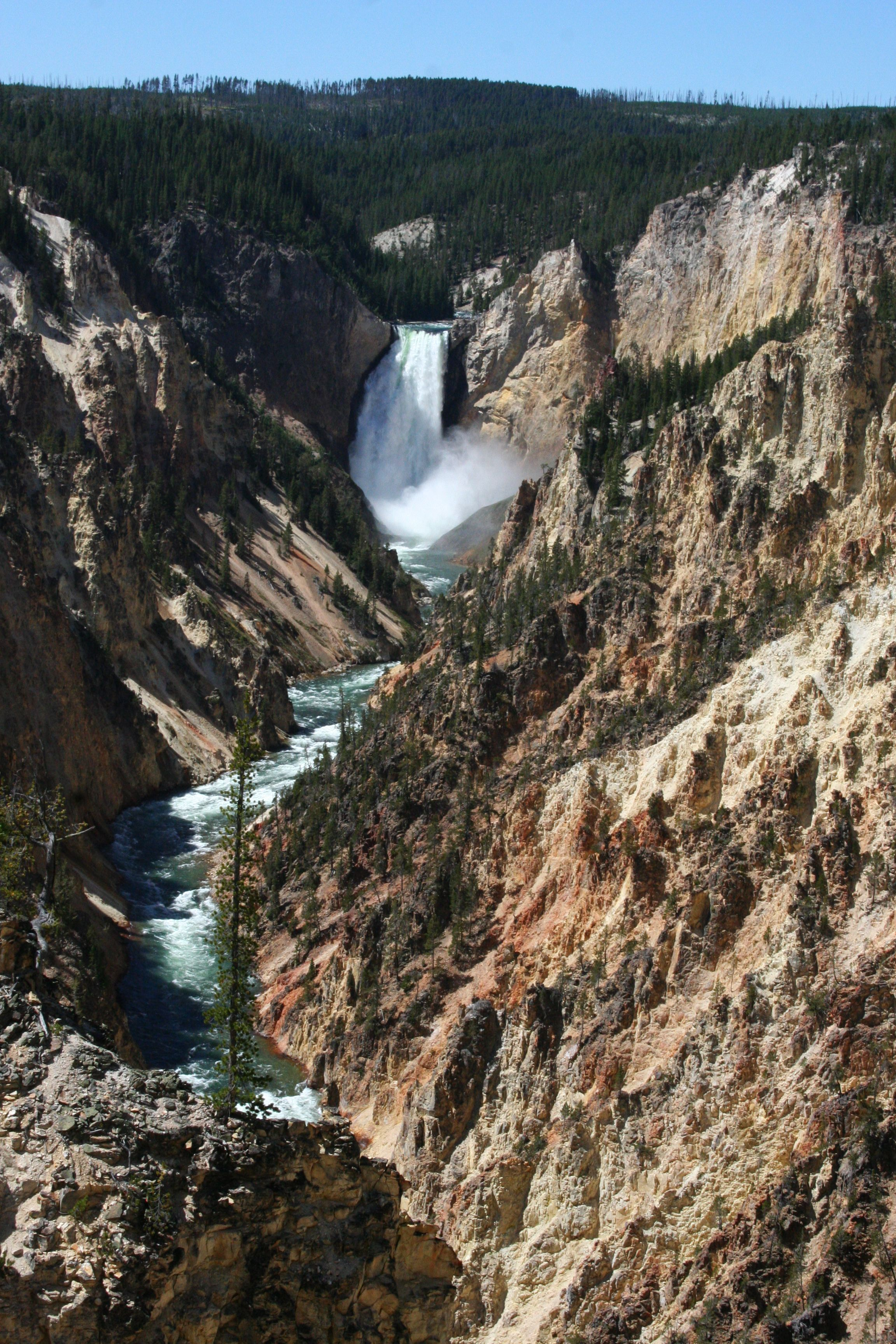
Wodospad Lower z punktu widokowego Artist Piont

Artist Point - punkt widokowy na rzekę Yellowstone w Parku Narodowym Yellowstone w Stanach Zjednoczonych. Nazwę nadano ze względu na niezwykle malowniczy widok na jeden z najpopularniejszych wodospadów w parku. Nazwę - "punkt artysty" zawdzięcza Thomasowi Moranowi, który wykonał z tego miejsca w 1872 roku pierwsze szkice pejzażu rozciągającego na dolinę i wodospad późniejsze badania jednak dowodziły, że nie był to dokładnie ten punkt). Szkice przyczyniły się wówczas do utworzenia parku narodowego chroniącego rzekę i obszary do niej przylegające. 
Po gruntownej modernizacji drogi i samego punktu w 2008 roku jest to obecnie bardzo chętnie odwiedzane miejsce przez turystów, nie tylko ze względu na widok na wodospad Lower Yellowstone Fall, ale także ze względu na możliwość podziwiania długiego odcinka  różnobarwnego Wielkiego Kanionu rzeki Yellowstone.